# Tempête de sable asiatique
 (décembre 2017).

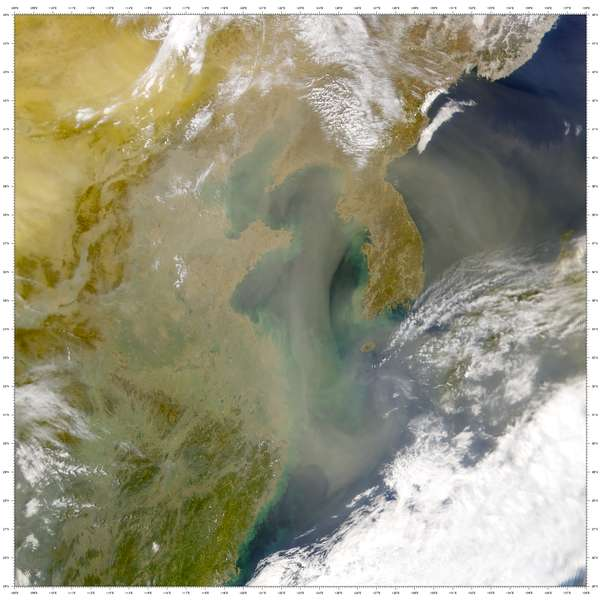
Nuage de sable le mars 2001.

Le terme tempête de sable asiatique désigne les tempêtes de sable en Asie du Nord-Est qui portent localement le nom de « tempête de sable jaune » (hwang-sa en coréen ou kōsa en japonais). Originaire des déserts de Chine, c'est un phénomène récurrent et printanier. Pour les habitants de cette partie du globe, c'est un véritable fléau constitué de sable et de particules toxiques se mouvant au gré du vent. Il apporte la pollution chinoise jusqu'en Corée, au Japon et même aux États-Unis.

## Régions affectées
Les tempêtes de sable ou de poussière sévissent depuis des siècles en Asie et sur les autres continents. Le sable jaune provient des matériaux détériorés qui composent la surface du sol des déserts d'Asie centrale. En effet, l’activité humaine comme l’érosion excessive des terres, le déboisement et la surexploitation des ressources en eau a favorisé le développement de zones arides. Dans ces régions, les vents tempétueux se chargent notamment de sable et de poussières qui peuvent se déplacer sur plusieurs milliers de kilomètres.
Le hwang-sa est un phénomène récurrent et printanier en Corée du Sud. Le sable transporté par les vents provient notamment du désert de Gobi, en Mongolie. Celui-ci traverse la zone industrielle de Shenyang en Chine et termine sa course en Corée, chargé de produits polluants.

## Prévision et mesures d'atténuation
Si le vent de sable jaune semble hélas imparable, il est néanmoins possible de s’y préparer. Les stations météorologiques jouent alors un rôle essentiel de prévision et de prévention. Une fois l’arrivée du sable jaune détectée, l’information est relayée par les médias qui préviennent les populations concernées. Prévenues à temps, celles-ci peuvent alors appliquer les mesures de prévention établies :
- Éviter de sortir lors d’une « alerte sable jaune » à la météo ;
- Le cas échéant, se protéger les yeux avec des lunettes de soleil, ainsi que les voies respiratoires en ayant recours aux masques qui recouvrent la bouche et le nez ;
- Maintenir les fenêtres fermées ;

Lors d’un congrès en 2000, les pays concernés ont essayé de prendre des mesures pour lutter contre ce désastre écologique. La Chine et la Corée du Sud ont pensé à réduire les émissions de polluants durant la durée de « l’alerte sable jaune ». Cependant, pour des raisons économiques, il est difficile d’arrêter les usines au moment du passage du nuage de sable jaune. Cette idée a donc été vite abandonnée.
La Chine a alors décidé de créer la « ceinture verte ». L’idée est de planter des arbres pour éviter la désertification, raison principale du phénomène de vent de sable. Or, ces mesures n’ont eu aucun effet majeur sur l'occurrence et l'intensité du phénomène. Le fruit des efforts de la Chine ne se verra probablement jamais, car le problème de désertification pourrait bien être irréversible.
Certains pays touchés par ce problème ont donc décidé de s’entraider. Ainsi, la Corée du Sud, la Chine et le Japon se sont associés avec la NASA pour prévoir et annoncer, grâce aux nombreuses observations satellitaires, l’arrivée du nuage de sable jaune. Les pays touchés par les tempêtes de sable essaient de lutter avec leurs moyens contre ce désastre écologique et naturel.

## Source
- Cet article est partiellement ou en totalité issu de l'article intitulé « Tempête de sable » (voir la liste des auteurs).